# Чарли Хитон
Чарли Рос Хитон (енгл. Charlie Ross Heaton; Лидс, 6. фебруар 1994) британски је глумац. Познат је по улози Џонатана Бајерса у научнофантастичној серији Чудније ствари (2016—данас).

## Детињство и младост
Хитона је његова мајка одгајала на имању у Бридлингтону.

## Приватни живот
Хитон има сина, Арчија, са Акиком Мацуром.
Од 2016. Хитон је у вези са колегиницом из серије Чудније ствари, Наталијом Дајер, која му глуми девојку у серији.

## Филмографија

### Филм
| Година | Српски назив | Изворни назив | Улога                | Напомене |
| ------ | ------------ | ------------- | -------------------- | -------- |
| 2014.  |              |               | Чарли                |          |
| 2015.  |              |               | Мајкл Стивенс        |          |
| 2015.  |              | трговац       |                      |          |
| 2015.  |              | Френк         |                      |          |
| 2016.  |              |               | Марк                 |          |
| 2016.  | Заточена     |               | Стивен Портман       |          |
| 2017.  |              |               | лик Боуија           |          |
| 2017.  | Уклета кућа  |               | Били Мароубоун       |          |
| 2020.  |              |               | Вил                  |          |
| 2020.  | Нови мутанти |               | Сем Гатри / Канонбол |          |
| 2021.  |              |               | Џим Дагер            |          |

### Телевизија
| Година     | Српски назив    | Изворни назив | Улога                        | Напомене                 |
| ---------- | --------------- | ------------- | ---------------------------- | ------------------------ |
| 2015.      | Инспектор Бенкс |               | Гари Макриди                 | 2. епизоде               |
| 2015.      | Вера            |               | Рајли                        | епизода: „Промена осеке” |
| 2015.      |                 |               | Лук Дикинсон / Џејсон Вејкот | 2. епизоде               |
| 2016—данас | Чудније ствари  |               | Џонатан Бајерс               | главна улога             |
| 2020.      | Сродне душе     |               | Курт                         | епизода: „Пробијање”     |